# Grand Prix Monaka 2014
Grand Prix Monaka 2014 (oficiálně Formula 1 Grand Prix de Monaco 2014) se jela na okruhu Circuit de Monaco v Monte Carlu v Monaku dne 25. května 2014. Závod byl šestým v pořadí v sezóně 2014 šampionátu Formule 1.

## Kvalifikace
| Poř.                       | No. | Jezdec            | Konstruktér             | Časy v kvalifikaci | Časy v kvalifikaci | Časy v kvalifikaci | Pořadí na startu |
| Poř.                       | No. | Jezdec            | Konstruktér             | Q1                 | Q2                 | Q3                 | Pořadí na startu |
| -------------------------- | --- | ----------------- | ----------------------- | ------------------ | ------------------ | ------------------ | ---------------- |
| 1                          | 6   | Nico Rosberg      | Mercedes                | 1:17.678           | 1:16.465           | 1:15.989           | 1                |
| 2                          | 44  | Lewis Hamilton    | Mercedes                | 1:17.823           | 1:16.354           | 1:16.048           | 2                |
| 3                          | 3   | Daniel Ricciardo  | Red Bull Racing-Renault | 1:17.900           | 1:17.233           | 1:16.384           | 3                |
| 4                          | 1   | Sebastian Vettel  | Red Bull Racing-Renault | 1:18.383           | 1:17.074           | 1:16.547           | 4                |
| 5                          | 14  | Fernando Alonso   | Ferrari                 | 1:17.853           | 1:17.200           | 1:16.686           | 5                |
| 6                          | 7   | Kimi Räikkönen    | Ferrari                 | 1:17.902           | 1:17.398           | 1:17.389           | 6                |
| 7                          | 25  | Jean-Éric Vergne  | Toro Rosso-Renault      | 1:17.557           | 1:17.657           | 1:17.540           | 7                |
| 8                          | 20  | Kevin Magnussen   | McLaren-Mercedes        | 1:17.978           | 1:17.609           | 1:17.555           | 8                |
| 9                          | 26  | Daniil Kvjat      | Toro Rosso-Renault      | 1:18.616           | 1:17.594           | 1:18.090           | 9                |
| 10                         | 11  | Sergio Pérez      | Force India-Mercedes    | 1:18.108           | 1:17.755           | 1:18.327           | 10               |
| 11                         | 27  | Nico Hülkenberg   | Force India-Mercedes    | 1:18.432           | 1:17.846           |                    | 11               |
| 12                         | 22  | Jenson Button     | McLaren-Mercedes        | 1:17.890           | 1:17.988           |                    | 12               |
| 13                         | 77  | Valtteri Bottas   | Williams-Mercedes       | 1:18.407           | 1:18.082           |                    | 13               |
| 14                         | 8   | Romain Grosjean   | Lotus-Renault           | 1:18.335           | 1:18.196           |                    | 14               |
| 15                         | 13  | Pastor Maldonado  | Lotus-Renault           | 1:18.585           | 1:18.356           |                    | 15               |
| 16                         | 19  | Felipe Massa      | Williams-Mercedes       | 1:18.209           | Bez času           |                    | 16               |
| 17                         | 21  | Esteban Gutiérrez | Sauber-Ferrari          | 1:18.741           |                    |                    | 17               |
| 18                         | 99  | Adrian Sutil      | Sauber-Ferrari          | 1:18.745           |                    |                    | 18               |
| 19                         | 17  | Jules Bianchi     | Marussia-Ferrari        | 1:19.332           |                    |                    | 21               |
| 20                         | 4   | Max Chilton       | Marussia-Ferrari        | 1:19.928           |                    |                    | 19               |
| 21                         | 10  | Kamui Kobajaši    | Caterham-Renault        | 1:20.133           |                    |                    | 20               |
| 22                         | 9   | Marcus Ericsson   | Caterham-Renault        | 1:21.732           |                    |                    | PL               |
| 107% času vítěze: 1:22.985 |     |                   |                         |                    |                    |                    |                  |
| Zdroj:                     |     |                   |                         |                    |                    |                    |                  |

Poznámky
1. ↑  Jules Bianchi obdržel trest posunu o 5 míst vzad za neplánovanou výměnu převodovky.
2. ↑  Marcus Ericsson musel kvůli způsobení kolize s Felipem Massou startovat z boxové uličky.

## Závod
| Poř.   | No. | Jezdec            | Konstruktér             | Počet kol | Čas/Odstoupení    | Pořadí na startu | Body |
| ------ | --- | ----------------- | ----------------------- | --------- | ----------------- | ---------------- | ---- |
| 1      | 6   | Nico Rosberg      | Mercedes                | 78        | 1:49:27.661       | 1                | 25   |
| 2      | 44  | Lewis Hamilton    | Mercedes                | 78        | +9.210            | 2                | 18   |
| 3      | 3   | Daniel Ricciardo  | Red Bull Racing-Renault | 78        | +9.614            | 3                | 15   |
| 4      | 14  | Fernando Alonso   | Ferrari                 | 78        | +32.452           | 5                | 12   |
| 5      | 27  | Nico Hülkenberg   | Force India-Mercedes    | 77        | +1 kolo           | 11               | 10   |
| 6      | 22  | Jenson Button     | McLaren-Mercedes        | 77        | +1 kolo           | 12               | 8    |
| 7      | 19  | Felipe Massa      | Williams-Mercedes       | 77        | +1 kolo           | 16               | 6    |
| 8      | 8   | Romain Grosjean   | Lotus-Renault           | 77        | +1 kolo           | 14               | 4    |
| 9      | 17  | Jules Bianchi     | Marussia-Ferrari        | 77        | +1 kolo           | 21               | 2    |
| 10     | 20  | Kevin Magnussen   | McLaren-Mercedes        | 77        | +1 kolo           | 8                | 1    |
| 11     | 9   | Marcus Ericsson   | Caterham-Renault        | 77        | +1 kolo           | PL               |      |
| 12     | 7   | Kimi Räikkönen    | Ferrari                 | 77        | +1 kolo           | 6                |      |
| 13     | 10  | Kamui Kobajaši    | Caterham-Renault        | 75        | +3 kola           | 20               |      |
| 14     | 4   | Max Chilton       | Marussia-Ferrari        | 75        | +3 kola           | 19               |      |
| Ret    | 21  | Esteban Gutiérrez | Sauber-Ferrari          | 59        | Nehoda            | 17               |      |
| Ret    | 77  | Valtteri Bottas   | Williams-Mercedes       | 55        | Motor             | 13               |      |
| Ret    | 25  | Jean-Éric Vergne  | Toro Rosso-Renault      | 50        | Výfuk             | 7                |      |
| Ret    | 99  | Adrian Sutil      | Sauber-Ferrari          | 23        | Nehoda            | 18               |      |
| Ret    | 26  | Daniil Kvjat      | Toro Rosso-Renault      | 10        | Výfuk             | 9                |      |
| Ret    | 1   | Sebastian Vettel  | Red Bull Racing-Renault | 5         | Turbo             | 4                |      |
| Ret    | 11  | Sergio Pérez      | Force India-Mercedes    | 0         | Kolize            | 10               |      |
| DNS    | 13  | Pastor Maldonado  | Lotus-Renault           | 0         | Palivové čerpadlo | 15               |      |
| Zdroj: |     |                   |                         |           |                   |                  |      |

Poznámky
1. ↑  Jules Bianchi obdržel trest přičtení 5 sekund k času v cíli za nebezpečné vypuštění z boxů.

## Průběžné pořadí po závodě
Pohár jezdců
|   | Pořadí | Jezdec           | Body |
| - | ------ | ---------------- | ---- |
| 1 | 1      | Nico Rosberg     | 122  |
| 1 | 2      | Lewis Hamilton   | 118  |
|   | 3      | Fernando Alonso  | 61   |
| 1 | 4      | Daniel Ricciardo | 54   |
| 1 | 5      | Nico Hülkenberg  | 47   |

Pohár konstruktérů
|   | Pořadí | Konstruktér             | Body |
| - | ------ | ----------------------- | ---- |
|   | 1      | Mercedes                | 240  |
|   | 2      | Red Bull Racing-Renault | 99   |
|   | 3      | Ferrari                 | 78   |
|   | 4      | Force India-Mercedes    | 67   |
| 1 | 5      | McLaren-Mercedes        | 52   |